# Vignoles (Côte-d’Or)
Vignoles ist eine französische Gemeinde mit 919 Einwohnern (Stand 1. Januar 2022) im Département Côte-d’Or in der Region Bourgogne-Franche-Comté.

## Geografie
Die Gemeinde befindet sich 3,5 Kilometer von Beaune entfernt. In zwei Kilometern Entfernung befindet sich der Flugplatz Beaune-Challanges.

## Geschichte
Bis 2000 verwendete die Gemeinde den Namen Vignolles, wurde allerdings von einigen Behörden bereits als Vignoles bezeichnet. Ein Antrag, offiziell Vignolles heißen zu dürfen, wurde 1991 abgelehnt.

## Kultur und Sehenswürdigkeiten
- Romanische Kirche Saint-Andoche
- Mairie von 1820
- Geschichtlicher Weg durch den Ort
- Kriegerdenkmal

## Städtepartnerschaften
Die Gemeinde pflegt seit 1986 mit Beauregard-Vendon im Département Puy-de-Dôme eine Städtepartnerschaft.

## Demografie

### Bevölkerungsentwicklung
| Jahr                       | 1962 | 1968 | 1975 | 1982 | 1990 | 1999 | 2007 | 2008 | 2016 |
| Einwohner                  | 268  | 276  | 309  | 411  | 552  | 727  | 729  | 770  | 899  |
| Quellen: Cassini und INSEE |      |      |      |      |      |      |      |      |      |

### Altersstruktur
30 Prozent der Bevölkerung sind 19 Jahre alt oder jünger. Sechs Prozent der Bevölkerung sind 75 Jahre alt oder älter.